# Districtul Buachet
Buachet (în thailandeză บัวเชด) este un district (Amphoe) din provincia Surin, Thailanda, cu o populație de 37.877 de locuitori și o suprafață de 479,0 km².

## Componență
Districtul este subdivizat în 6 subdistricte (tambon), care sunt subdivizate în 67 de sate (muban).
| Nr. | Nume        | În thailandeză | Sate | Locuitori |  |
| --- | ----------- | -------------- | ---- | --------- |  |
| 1.  | Buachet     | บัวเชด          | 13   | 8,972     |  |
| 2.  | Sadao       | สะเดา          | 12   | 5,780     |  |
| 3.  | Charat      | จรัส            | 12   | 6,300     |  |
| 4.  | Ta Wang     | ตาวัง           | 10   | 5,878     |  |
| 5.  | A Phon      | อาโพน          | 10   | 6,365     |  |
| 6.  | Samphao Lun | สำเภาลูน        | 10   | 4,582     |  |